# ساشه، اندر-ا-لوآر
ساشه (به فرانسوی: Saché) یک کمون در بخش اندر-ا-لوآر واقع در استان سانتر-وال-دلوآر در غرب مرکزی فرانسه است.